# Método Levallois

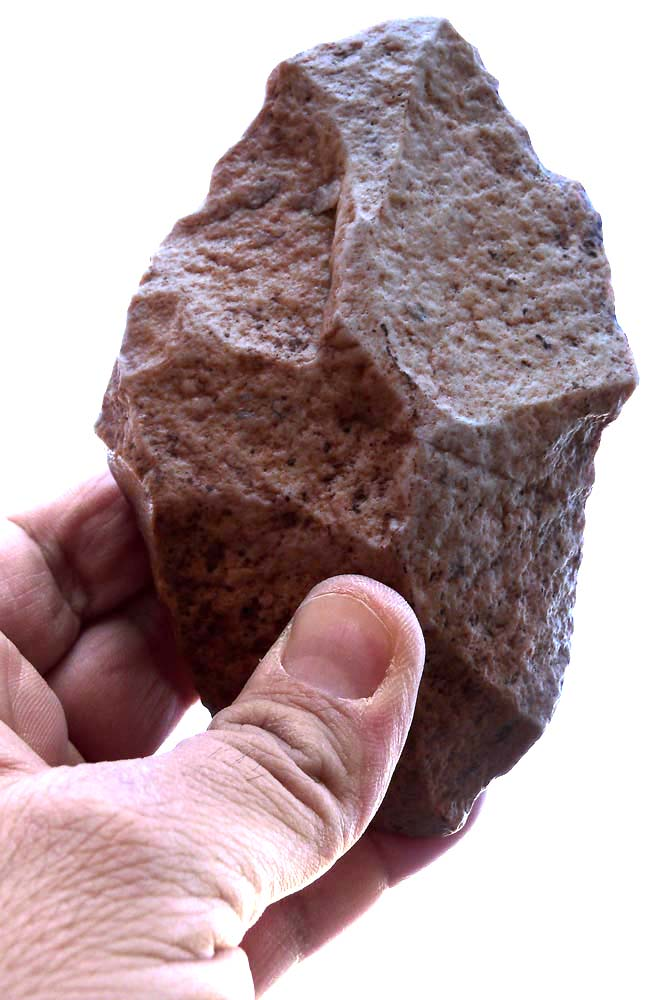
Gran lasca Levallois achelense.

El método Levallois es un procedimiento complejo de lascado que, por medio de una preparación especial de la cara superior del núcleo (y, opcionalmente, de su periferia y su plataforma de percusión) se consigue preconcebir o predeterminar, total o parcialmente, la forma y el tamaño de la lasca, antes de haber sido extraída. De este modo, la talla lítica sigue unos pasos concretos que dan lugar a unos resultados formales muy específicos.

## Historia
Este procedimiento lítico recibe su nombre de que los primeros hallazgos tuvieron lugar en el siglo XIX en los alrededores de Levallois-Perret, una ciudad francesa en el departamento de Altos del Sena. Hay que subrayar que el concepto Levallois ha variado mucho desde entonces hasta los últimos tiempos: al principio no se distinguía la extracción predeterminada de la discoide, por lo que ambas eran denominadas genéricamente como «núcleos musterienses». Fue Henri Breuil el primero en usar el término Levalloisien, aunque todavía se ponía el énfasis en los aspectos morfológicos tanto de las lascas como de los núcleos, que se describían desde un punto de vista meramente formal (silueta, talón facetado...). A pesar de los importantes estudios de V. Commont, éstos fueron interpretados sesgadamente, lo que llevó a discriminar diversas culturas de carácter Levallois o, más propiamente, «mustero-Levalloisienses» en el Paleolítico Medio de la cuenca mediterránea y el Próximo Oriente basadas en el carácter facetado del talón y no en la esencia misma de la idea Levallois.
François Bordes centró su interés en el concepto de predeterminación de la lasca por medio de una preparación específica previa, insistiendo en usar el sustantivo Levallois en lugar del adjetivo levalloisiense, pues deseaba recalcar que se trataba de un método para producir lascas, y no un producto en sí mismo, ni una cultura concreta. Asimismo separó ya algunas variantes y relegó a un segundo plano ciertos aspectos accesorios o incidentales que no eran determinantes tecnológicamente:

«La forma predeterminada de una lasca (es el) único criterio válido de la técnica Levallois»
F. Bordes, 1953, página 226

## Variantes
Dentro del concepto Levallois, los especialistas distinguen diversos modelos en función, tanto del producto a obtener, como de la estrategia seguida para ello. Así, por un lado se distinguen los núcleos Levallois para lascas de los que están destinados a obtener hojas o los que producen puntas. Por otro lado, se diferencia entre los núcleos de extracciones reiterativas, es decir, que permiten obtener varios productos de lascado con una sola preparación, de los de extracciones preferenciales, o sea, aquellos en los que se obtiene una única pieza, siendo necesaria una nueva preparación cada vez que se desee obtener otra pieza. Por último, también se distinguen los núcleos en los que la explotación es centrípeta de los que la tienen paralela o polarizada.

| ESTRATEGIAS           | Extracción preferencial           | Extracción reiterativa            |
| --------------------- | --------------------------------- | --------------------------------- |
| Extracción centrípeta | Extracción Levallois preferencial | Extracción reiterativa centrípeta |
| Extracción paralela   | Extracción de puntas Levallois    | Extracción de hojas Levallois     |

Sin embargo, persisten, entre los especialistas, diferencias en la forma de ver el concepto o idea Levallois, tanto sobre las variantes que pueden incluirse dentro del método base, como en los atributos que deben tener los productos obtenidos de esta manera. De hecho, las experiencias de talla y los remontajes de piezas arqueológicas están demostrando que existen estrategias de talla muy diferentes con las que se pueden obtener productos prácticamente equivalentes.

### La obtención de lascas Levallois
La lasca Levallois, en sentido estricto, puede ser obtenida por métodos diferentes que, básicamente, se separan en dos categoríasː aquella que consiste en preparar el núcleo para obtener una gran lasca predeterminada, aprovechando al máximo la superficie de explotación del mismo y consiguiendo un control más estricto del producto a costa de un gasto de energía mayor; y la obtención de una serie más o menos numerosa de lascas predeterminadas con una sola preparación, consiguiendo un mayor ahorro energético, pero perdiendo cierto control sobre el producto y obteniendo piezas más pequeñas en relación con el núcleo-soporte.

#### El método clásico: la extracción preferencial

Reconstrucción hipotética de la extracción de una lasca Levallois preferencial.

El núcleo Levallois para una lasca preferencial es el prototipo clásico. El procedimiento que se sigue comienza, en este caso, por la elección de un canto-soporte: un guijarro redondeado ligeramente alargado y aplanado en el que se prepara, con percutor duro, se talla periféricamente un plano de percusión que servirá para pelar la cara principal del núcleo por medio de levantamientos centrípetos. Si es necesario, se prepara, además, un plataforma de percusión ubicada generalmente en uno de los extremos estrechos del soporte, para poder dar el golpe en el mismo sentido que el eje de alargamiento del mismo. Desde este plano de percusión, se extrae con un único golpe, que, forzosamente, ha de ser certero y dirigido hacia el centro del núcleo, una gran lasca Levallois, cuya forma ha sido preconcebida con antelación, gracias a la forma más o menos abombada y regular de la cara principal del núcleo. Esta lasca será, normalmente, más larga que ancha y con varios negativos centrípetos en su cara superior (al menos cuatro) que son las cicatrices propias de la preparación del núcleo. Algunos núcleos Levallois tienen la particularidad de que, a veces, reciben el golpe en el lateral, y no en el extremo, por lo que las lascas son tan anchas como largas, si no más.
Una vez explotados y abandonados, estos núcleos tienen una forma muy característica en la que destaca la preparación bifacial periférica de sección planoconvexa y un gran negativo de lascado que ocupa prácticamente toda la cara principal del núcleo; en ciertas ocasiones son designados como «núcleos en caparazón de tortuga». En Europa y, más concretamente, en España, los núcleos Levallois aparecen en el Achelense, pero la mayoría de las veces tienen el golpe en el lateral, y no longitudinal; del mismo modo, las lascas Levallois del Paleolítico Inferior son más anchas que largas. En cambio, el Levallois del Paleolítico Medio es el típico con la extracción alargada y mejor controlada.
|  |  |

Por otro lado, C. van Riet Lowe intentó establecer en 1945 un esquema evolutivo que explicase la aparición y desarrollo del método Levallois preferencial en África, identificando varias fases iniciales «pre-Levallois» en Stellenbosch (Sudáfrica), otra fase «proto-Levallois» denominada más específicamente dependiendo de sus características y regiones, como Victoria-West en Uganda y tipo Kerzaz en Argelia, hasta llegar al Levallois propiamente dicho que enlaza ya con las evidencias conocidas en Europa durante el Achelense pleno.

#### Un método alternativo: la extracción reiterativa centrípeta
A finales de los años 80, el investigador francés Éric Boëda estudió detenidamente una serie de piezas musterienses procedentes del yacimiento de Biache-Saint-Vaast (Paso de Calais) descubriendo que, durante el Paleolítico Inferior y Medio venía existiendo una variante Levallois que había pasado desapercibida o que había sido identificada con una técnica de lascado habitual en esos periodos prehistóricos, la extracción centrípeta discoide (que no depara lascas predeterminadas). Poco después realizó una profunda revisión del método Levallois a través del estudio de estos y otros objetos arqueológicos y de experiencias de talla. Boëda dedica gran parte de sus trabajos a establecer las diferencias entre núcleos Levallois reiterativos centrípetos y los núcleos discoides de extracción centrípeta. Igualmente se propuso establecer la relación entre el método Levallois clásico, para una lasca preferencial, y este procedimiento repetitivo.
|  |  |

Tanto el núcleo Levallois reiterativo, como el Discoide comparten una estrategia de explotación centrípeta muy rentable; pero, mientras que el Levallois tiene una superficie principal de explotación con un pandeo muy escaso, casi plano, el núcleo discoide las tiene muy curvadas, prácticamente (bi)piramidales o, cuando menos, claramente (bi)convexas. Esto se debe a que la concepción volumétrica del método Levallois es peculiar: los núcleos Levallois centrípetos reiterativos tienen un plano de percusión circundante, preparado para obtener una buena tanda de lascas predeterminadas, golpeando periféricamente; además, la cara de explotación es bastante plana, con una preparación muy similar a la de un núcleo Levallois clásico, lo que permite aprovechar al máximo su superficie y obtener lascas relativamente grandes e invasoras, reiteradamente. Es decir, mientras que en un núcleo no Levallois centrípeto bifacial ambas caras son equivalentes, pues ambas se explotan para extraer lascas (de ahí, su morfología biconvexa, visto de perfil); un núcleo Levallois reiterativo, en cambio, es planoconvexo porque cada cara tiene una función diferente: una actúa de plataforma de percusión periférica y, la otra, de zona de explotación centrípeta.
|  |  |

Por otra parte, tanto los núcleos Levallois para obtener una sola lasca preferencial, como los núcleos Levallois reiterativos centrípetos tienen una fase de preparación muy similar, por no decir idéntica. Pero en los primeros la preparación sólo conduce a una lasca de morfología equilibrada, perfectamente predeterminada en la que se aprovecha toda la superficie de explotación (se gasta mucha energía para una sola extracción, pero el control es muy alto, si no hay errores o accidentes). En cambio, en los segundos, la rentabilidad energética es mayor, pues se obtiene una serie considerable de lascas predeterminadas, de tamaño y forma estandarizados (aunque con menos control sobre cada pieza). Las lascas también son invasoras, aunque no tanto y tienen la particularidad añadida de que, su negativo sirve para preparar la extracción de la lasca siguiente, por eso el método reiterativo proporciona piezas cuya cara superior tiene varios negativos de lascado, uno de los cuales puede ser más grande que los demás, al ser el resultado de alguna otra lasca obtenida anteriormente. Por oposición, las lascas obtenidas por el método clásico (preferencial), tienen una serie de negativos centrípetos, todos de tamaño muy similar, en su cara superior.

### La obtención de puntas y hojas Levallois
Aparte de las lascas en sentido estricto, el método Levallois también se utiliza para obtener productos de lascado más especializados, especialmente puntas y hojas líticas, que, en ambos casos, requieren una preparación diferente a la que se ha descrito anteriormente.

#### La obtención de puntas Levallois: un método paralelo y preferencial

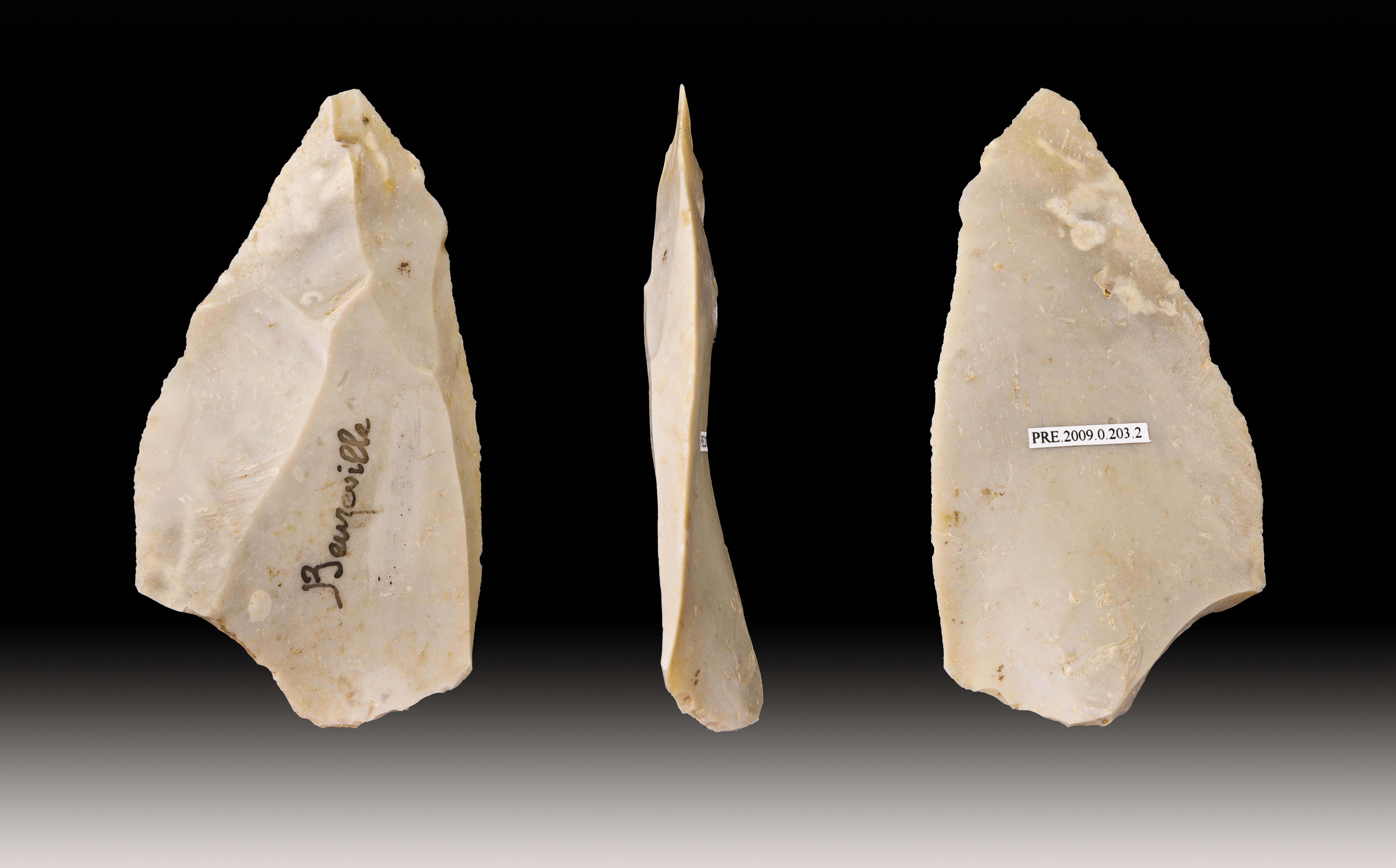
Punta Levallois - Beuzeville

Los núcleos Levallois para puntas se preparan de diversos modos, todos muy específicos, que buscan crear un nervio longitudinal en la cara de explotación del núcleo (el llamado nervio Levallois); existen diversos medios para obtener ese nervio, tal como se ha podido demostrar en los experimentos de talla y en los remontajes de piezas procedentes de yacimientos arqueológicos. Este nérvio es lo suficientemente prominente como para dirigir la fractura de la lasca, al golpear en una plataforma específicamente preparada para ello. Las piezas así obtenidas tienen una morfología triangular simétrica, con una zona proximal ancha (en la que se conserva un talón diedro o facetado) y una zona terminal muy puntiaguda dividida en dos por el mencionado nervio a modo de bisectriz, además de ser, vistas de perfil, muy finas y equilibradas. Cuando la punta extraída no alcanza los límites de la cara de explotación del núcleo, es posible aprovechar la misma preparación para obtener una segunda punta Levallois que llevará en su cara superior el negativo de la pieza extraída previamente. Aunque esto ocurre raras veces, el procedimiento pudo ser reproducido experimentalmente por François Bordes, quien habla, por ello, de puntas Levallois de primer y segundo orden. Sin embargo, antes de utilizar las expresiones propuestas por Bordes es preciso examinar los estigmas de la pieza (sea la punta o el núcleo) o realizar, si es posible, remontajes, y determinar si se extrajeron dos o una sola punta con la misma preparación.

Extracción de una punta Levallois, una de las posibilidades.

#### La obtención de hojas Levallois: un método paralelo y reiterativo
Ya desde el Paleolítico Medio el ser humano es capaz de obtener lascas lo suficientemente alargadas como para ser calificadas de hojas obtenidas conscientemente, es decir, no de un modo fortuito, sino predeterminándolas en el núcleo por medio de una de las variantes del método Levallois. Los núcleos Levallois para hojas combinan la elección de un canto-soporte morfológicamente muy adecuado, esto es, más alargado, con una preparación Levallois particular que conforma una cara abombada tendente a cilíndrica. Golpeando desde uno o ambos extremos del soporte (polos), con percusiones paralelas (polarizadas), las lascas obtenidas son alargadas (hojas). Dado que los negativos de las hojas ya extraídas, al ser longitudinales y casi paralelos, sirven para preparar la extracción de la hojas siguientes (dirigiendo las ondas de fractura), no es necesario volver a acomodar la superficie del núcleo para continuar explotándolo; por eso se dice que éste es un método de extracción reiterativo (o recurrente).

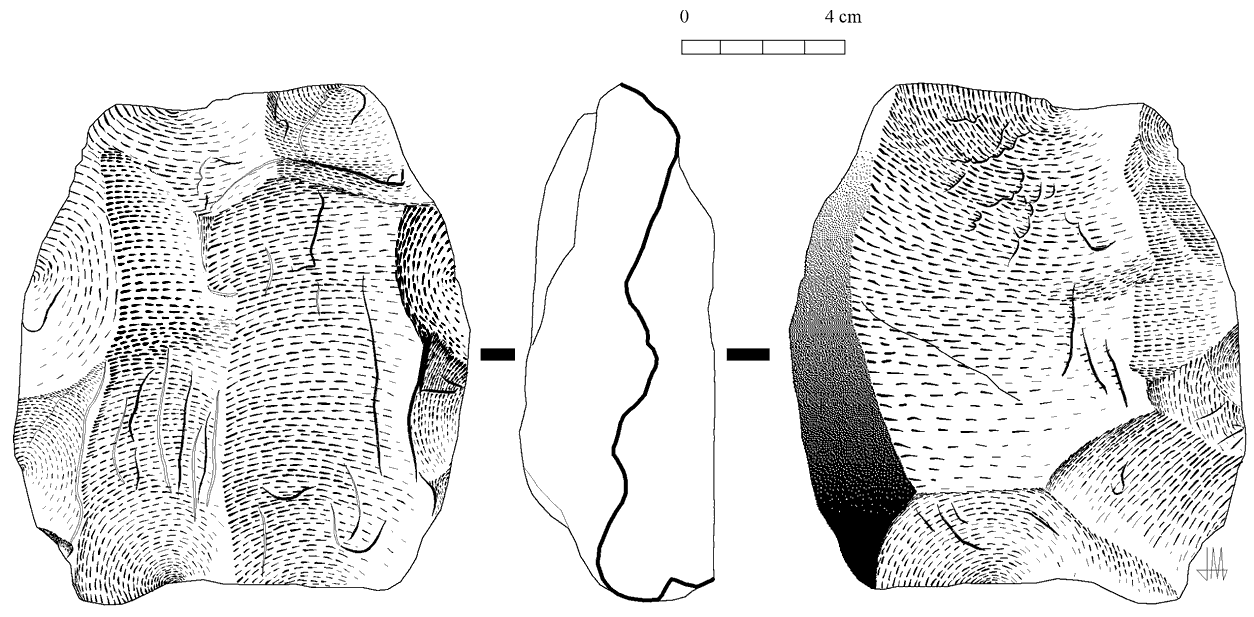
Núcleo Levallois para hojas del periodo Achelense.

De hecho, el método Levallois para hojas, más evolucionado, es el que cristalizará, en el Paleolítico Superior, en los diferentes métodos de extracción laminar.

## Contexto y extensión del concepto
Cronológicamente, es una de las innovaciones técnicas del Achelense pleno, aunque se desarrollará, sobre todo, en el Musteriense (entre los estadios isotópicos 10 y 8), suponiendo un importante avance tecnológico en la industria lítica. Geográficamente, se desarrolla en África, donde existen variantes muy específicas, también en Europa y en el sur de Asia. De hecho el método Levallois no llega a desaparecer del todo en el Paleolítico Superior, reapareciendo en el Neolítico y en la Prehistoria Reciente Australiana. También tenemos noticia de que el método Levallois fue reinventado en América, lo que justifica la siguiente cita:

«Es interesante notar que esta técnica fue desarrollada independientemente, y de diversas maneras, en diversos puntos del Globo»
François Bordes, 1971, página 19

Según se indica más arriba, ciertos estudiosos del tema, como Luis Benito del Rey, de la universidad de Salamanca, a partir de la observación de piezas de numerosos yacimientos españoles (cueva de El Castillo, cueva Morín y cueva del Pendo en Cantabria; cueva de Las Grajas, en Cueva Horá, en Andalucía...) proponen considerar la idea Levallois desde un punto de vista abierto, hablando de un sustrato Levallois sensu lato en el que se incluiría todo método de lascado en el que se busque la predeterminación total o parcial del producto a obtener, por más que la preparación del núcleo sea somera, o, incluso, nula. Siempre, teniendo en cuenta la dificultad existente para distinguir este tipo de piezas, muchas de las cuales han sido interpretadas hasta la fecha como fortuitas:

«...es de suponer que, si con una somera preparación del núcleo o, a veces, sin ninguna, ya podían extraer la lasca preconcebida, no lo iban a andar preparando "cuidadosamente" si no lo necesitaban. Por otra parte, es lo mismo que hacían con el plano de percusión del núcleo, que no era facetado por ellos "necesariamente" en la extracción del producto Levallois, si, tal como tenían el núcleo con un adecuado plano de percusión liso, por ejemplo, ya podían extraer la lasca (hoja, punta) predeterminada»
Benito del Rey, 1984, página 24, nota 44.

Enfrente están aquellos que defienden una visión purista del concepto, señalando como Levallois aquellos objetos líticos en los que no haya duda de la preparación específica, incluso según las ideas clásicas de los años 60, tal es el caso de Philip van Peer, que se basa en sus observaciones de yacimientos del norte de África, llegando a la conclusión de que los métodos Levallois reiterativos simplemente no existen, o han sido erróneamente interpretados. Para Van Peer, la preparación del núcleo con el objeto de obtener una lasca preferencial es conditio sine qua non para establecer el verdadero método Levallois (aunque acepta que, una vez extraída la pieza, sea posible volver a preparar el núcleo para una nueva extracción); asimismo, no encuentra razón alguna para distinguir las lascas Levallois de las hojas Levallois, pues ambas son tecnológicamente equivalentes, y la única diferencia que hay entre ellas es la morfología, la cual considera secundaria.
En los últimos tiempos es, pues, innegable la controversia abierta acerca de los límites del Método Levallois, yendo las posiciones de un extremo al otro (como se puso de manifiesto en una publicación especializada del año 2003 que se cita, por autores, en las referencias): así, apoyando las ideas de Boëda acerca de la variabilidad y existencia de los métodos Levallois reiterativos encontramos las propuestas anteriores de Benito del Rey, más tarde afianzadas y sustentadas en datos novedosos de yacimientos tanto achelenses como musterienses; también Jacques Tixier y su equipo las apoyan firmemente. Posturas más matizadas las encontramos en algunos miembros del equipo de Atapuerca y otros investigadores franceses, también profundos conocedores de la problemática tanto en Europa como en África, como Vincent Mourre. Quizá la oposición más rotunda a aceptar la existencia de un Método levallois reiterativo para lascas (completamente diferente de las técnicas centrípetas discoides) se encuentren en ciertos autores como Peresani o Slimak, para quienes ambos procedimientos pertenecen a un mismo concepto, aunque también encontramos autores españoles o franceses dentro de esta tónica. Por poner sólo algunos ejemplos.